# Billy Idol
William Albert Michael Broad (Middlesex, 30 de novembro de 1955), mais conhecido por seu nome artístico Billy Idol, é um músico britânico.
Começou a sua carreira levando para os concertos uma mala igual à dos desenhos animados dos quais era fã.

## Início de vida
Idol nasceu em Stanmore, Middlesex, Inglaterra, como William Albert Michael Broad. O nome de Billy Idol foi inspirado pela descrição de um professor como "idle". Em uma entrevista em 21 de novembro de 1983, Idol também cita que o nome "foi uma brincadeira, mas também parte da velha escola inglesa de rock. Billy Fury e tudo isso. Foi uma 'coisa dupla' não apenas um puxão para pessoas tipo superestrelas. Foi tudo meio que — todo mundo estava fazendo isso também — foi divertido, sabe?" Ele continua a dizer que o nome "realmente nem sempre sai pela culatra, somente com as pessoas estúpidas que levam a sério".
Em 1958, quando Idol tinha dois anos, seus pais se mudaram para Patchogue, em Long Island, Nova Iorque, Estados Unidos. A família voltou para o Reino Unido, quatro anos depois com Idol e uma jovem criança, Jane (que havia nascido nos Estados Unidos), estabelecendo-se em Dorking, Surrey. Em 1971 a família se mudou para Bromley, sudeste de Londres, onde ele estudou na Ravensbourne School for Boys. Idol (em vez William Broad) também estudou na Worthing High School for Boys, em West Sussex. Em outubro de 1975, foi para a Universidade de Sussex, para conseguir uma graduação em língua inglesa e viver no campus (East Slope) mas saiu depois de um ano (1976). Ele então passou a participar do Contingente Bromley, fãs dos Sex Pistols, um grupo que viajou para a cidade quando a banda tocava.

## Carreira
Iniciou sua carreira musical como integrante do Bromley Contingent, um grupo de seguidores do Sex Pistols, que incluía membros do The Clash e Siouxsie and the Banshees. Billy uniu-se a Tony James (que depois foi para o Sigue Sigue Sputnik e Sisters of Mercy), ambos faziam parte da primeira formação da lendária e famosa banda punk Chelsea, logo depois deixaram o Chelsea e formaram a banda Generation X, cujo nome veio de um livro sobre a Cultura Rock da Juventude dos Anos 60. O Generation X que além do próprio Idol na guitarra e vocal, trazia Tony James no baixo e John Towe na bateria, estourou em Londres em 1979.
Após três discos lançados, o grupo acaba em 1980 e já no ano seguinte, Billy Idol resolve investir em uma carreira solo. Mudou-se em definitivo para os Estados Unidos e ao lado do respeitadíssimo guitarrista Steve Stevens, lançou grandes hits como "Dancing With Myself", "Mony Mony", "White Wedding", "Rebel Yell", "Eyes Without a Face", "Flesh For Fantasy", "Sweet Sixteen", "Don't Need a Gun" e "Cradle Of Love".
Em 19 de janeiro de 1991, Billy Idol fez a sua primeira apresentação no Brasil, na segunda edição do Rock In Rio. No dia seguinte, ele fez outra apresentação no Festival, que foi decidida em cima da hora pela produção, para substituir Robert Plant (ex-Led Zeppelin), que tinha cancelado, na véspera, a sua apresentação. A justificativa: a Guerra do Golfo. Mas, Idol não deixou a desejar e protagonizou, novamente, uma das melhores apresentações daquele festival.
O cantor permaneceu um longo tempo em silêncio na década de 90, onde lançou apenas o álbum "Cyberpunk". Em 2002, ele gravou o acústico “Storytellers” para o canal de televisão norte-americano VH-1 e em 2005 volta as paradas com o álbum Devil's Playground.
Em 2008 lançou o CD e DVD "The Very Best Of Billy Idol: Idolize Yourself". Uma coletânea dos principais sucessos e duas faixas novas, John Wayne e New Future Weapon.

### Recentemente
Em 16 de fevereiro de 2010, Idol foi anunciado como um dos atos para cantar no Download Festival em Donington Park. Ele afirmou: Com todas essas grandes bandas pesadas e legais tocando no Download este ano, eu vou ter que vir armado com a minha atitude punk rock, Steve Stevens, e todas as minhas canções clássicas, mais um par de saída covers. deve ser divertido! Em março de 2010, Idol acrescentou Billy Morrison, ex-baixista do The Cult, banda que abrira para o Billy Idol em 87 e grandes amigos, o ex-parceiro de banda de Billy Idol, James Stevenson no Generation X, também foi guitarrista base no The Cult, Billy Idol e o The Cult já tocaram inúmeras vezes e compartilham integrantes] guitarrista do Camp Freddy e o baterista Jeremy Colson para sua turnê arranjo.
Atualmente, ele está gravando um álbum de material novo com o produtor Trevor Horn, e o ex-colega da banda Buggles de Horn, Geoff Downes.
A autobiografia do cantor denominada “Dancing With Myself” foi lançado nos EUA e Europa no dia 7 de Outubro de 2014.
Em Novembro de 2017 foi convidado por Morrissey para abrir dois shows no Hollywood Bowl de sua turnê Low in High School.
A 15 de Novembro de 2018, após quase quatro décadas morando nos Estados Unidos, obteve enfim a cidadania norte-americana.

## Discografia
| Álbuns de estúdio |                                               |      |         |          |               |       |                   |                  |
| Ano               | Título                                        | U.S. | UK      | Alemanha | Países Baixos | Suíça | Certificação RIAA | Certificação BPI |
| 1982              | Billy Idol                                    | 45   | -       | -        | -             | -     | Ouro              | -                |
| 1983              | Rebel Yell                                    | 6    | 36      | 2        | 40            | 16    | 2× Platina        | Prata            |
| 1986              | Whiplash Smile                                | 6    | 8       | 9        | 19            | 4     | Platina           | Ouro             |
| 1990              | Charmed Life                                  | 11   | 15      | 5        | 51            | 4     | Platina           | Prata            |
| 1993              | Cyberpunk                                     | 48   | 20      | 13       | 50            | 15    | -                 | -                |
| 2005              | Devil's Playground                            | 46   | 78 (+)  | 15       | -             | 32    | -                 | -                |
| 2006              | Happy Holidays                                | -    | -       | -        | -             | -     | -                 | -                |
| 2014              | Kings and Queens of the Underground           |      |         |          |               |       |                   |                  |
| Ao vivo           |                                               |      |         |          |               |       |                   |                  |
| 2002              | VH1 Storytellers                              | -    | -       | 14       | -             | 76    | -                 | -                |
| Compilações       |                                               |      |         |          |               |       |                   |                  |
| 1985              | Vital Idol                                    | 10   | 7       | 8        | -             | 24    | Platina           | Platina          |
| 1988              | Idol Songs: 11 of the Best                    | -    | 2       | 14       | -             | 6     | -                 | Platina          |
| 2001              | Greatest Hits                                 | 74   | 171 (+) | 12       | -             | 30    | Platina           | -                |
| 2008              | The Very Best of Billy Idol: Idolize Yourself |      | 37      | -        | -             | -     | -                 | -                |
| EP                |                                               |      |         |          |               |       |                   |                  |
| 1981              | Don't Stop                                    | 71   | -       | -        | -             | -     | -                 | -                |

## Prêmios e indicações

### Grammy Awards
| Ano  | Recipiente       | Categoria                         | Resultado |
| ---- | ---------------- | --------------------------------- | --------- |
| 1985 | "Rebel Yell"     | Melhor Performance Rock Masculina | Indicado  |
| 1987 | "To Be a Lover"  | Melhor Performance Rock Masculina | Indicado  |
| 1991 | "Cradle of Love" | Melhor Performance Rock Masculina | Indicado  |

### MTV Video Music Awards
O MTV Video Music Award é uma cerimônia anual de prêmios criada em 1984 pela MTV.
| Ano  | Recipiente            | Categoria                     | Resultado |
| ---- | --------------------- | ----------------------------- | --------- |
| 1984 | "Dancing with Myself" | Melhor Direção                | Indicado  |
| 1984 | "Dancing with Myself" | Melhor Direção de Arte        | Indicado  |
| 1984 | "Dancing with Myself" | Melhores Efeitos Especiais    | Indicado  |
| 1984 | "Eyes Without a Face" | Melhor Cinematografia         | Indicado  |
| 1984 | "Eyes Without a Face" | Melhor Edição                 | Indicado  |
| 1990 | "Cradle of Love"      | Melhor Videoclipe de um Filme | Venceu    |
| 1990 | "Cradle of Love"      | Melhor Videoclipe Masculino   | Indicado  |
| 1990 | "Cradle of Love"      | Melhores Efeitos Especiais    | Indicado  |
| 1993 | "Shock to the System" | Melhores Efeitos Especiais    | Indicado  |
| 1993 | "Shock to the System" | Melhor Edição                 | Indicado  |

### Brit Awards
Os Brit Awards são prêmios de música pop distribuídos anualmente pela British Phonographic Industry.
| Ano  | Recipiente                    | Categoria          | Resultado |
| ---- | ----------------------------- | ------------------ | --------- |
| 1991 | Billy Idol – "Cradle of Love" | Best British Video | Indicado  |